# Душкин, Леонид Степанович
Леонид Степанович Душкин (15 августа 1910, посёлок Спирово, Тверская губерния, Российская империя — 4 апреля 1990, Москва, СССР) — советский учёный и изобретатель, конструктор жидкостных реактивных двигателей и бортовых энергетических установок летательных аппаратов, доктор технических наук, лауреат Государственной премии СССР, профессор кафедры теории двигателей Московского авиационного института имени Серго Орджоникидзе.

## Биография
Родился 15 августа 1910 года в посёлке Спирово Вышневолоцкого уезда Тверской губернии (ныне — Спировский район Тверской области). В 1931 году Леонид окончил Тверской педагогический институт. После окончания краткосрочной аспирантуры НИИ математики и механики при МГУ, в октябре 1932 года Леонид Душкин был приглашён Фридрихом Цандером в Группу изучения реактивного движения (ГИРД), где Леонид работал научным сотрудником и помощником Цандера по расчетно-теоретическим вопросам.
В своей опубликованной работе «Основные положения общей теории реактивного движения» исследовал вопросы принципиальной осуществимости космического полёта в будущем. Первой практической работой Леонида было участие в испытаниях ОР-1, реактивного двигателя на сжатом воздухе с бензином, сконструированного Цандером для его ракеты ГИРД-X. После смерти Цандера создал новый спирто-кислородный двигатель, с которым 25 ноября 1933 года был осуществлён первый успешный пуск первой отечественной ракеты ГИРД-Х с жидкостным ракетным двигателем (ЖРД).

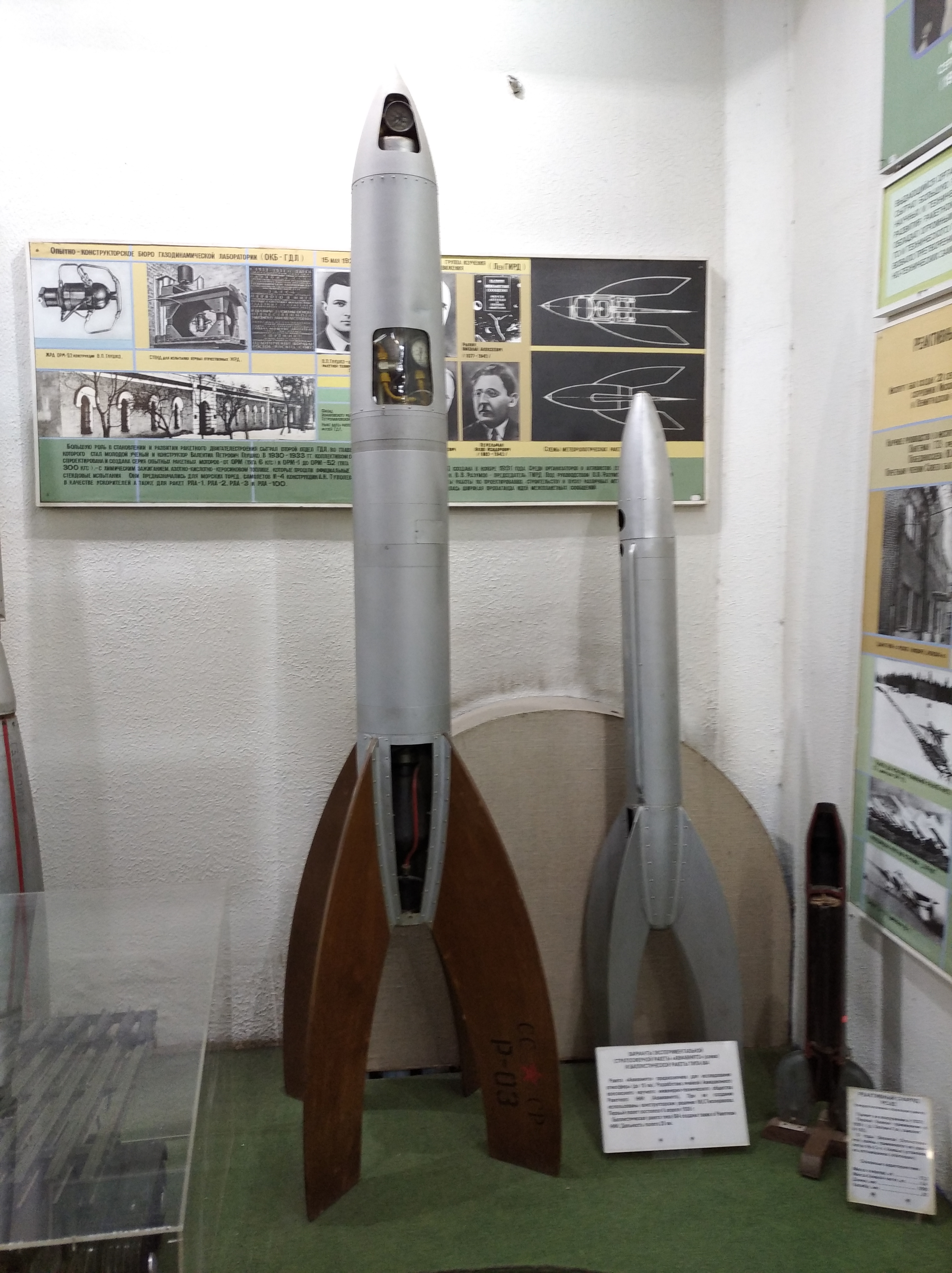
Ракеты АвиаВНИТО (слева) и «604» (в центре)

В период с 1932 по 1960 годы под руководством Л. Душкина были созданы более двадцати оригинальных конструкций ЖРД и комбинированных реактивных двигателей. В том числе созданный в 1933 году ОР-10, двигатель установленный на первой советской ракете ЖРД ГИРД-Х , двигатель РДА-1-150, установленный на ракетопланере Сергея Королёва РП-318-1 в 1940 году и на первом ракетном самолёте БИ-ЖРД в 1942 году. В период с 1944 по 1945 годы в конструкторском бюро Душкина был создан первый в стране ЖРД с турбонасосной системой подачи топлива РД-2М. С 1960 года в бюро создавались бортовые энергетические установки для летательных аппаратов.
Одновременно с конструкторской работой с 1945 преподавал в Московском авиационном институте. С 1955 года занимал должность профессора кафедры теории двигателей.
Умер 4 апреля 1990 года.
Кандидат технических наук, профессор, лауреат Госпремии СССР. Награждён орденами Ленина, Трудового Красного Знамени, Красной Звезды и медалями.